# Lista över Mecklenburg-Vorpommerns ministerpresidenter
Mecklenburg-Vorpommerns ministerpresident är regeringschef för landsregeringen i det tyska förbundslandet Mecklenburg-Vorpommern och väljs av dess lantdag.
Manuela Schwesig är Mecklenburg-Vorpommerns ministerpresident sedan 4 juli 2017.

## Sovjetiska ockupationszonen och Östtyskland (1946–1952)
Delstaten bildades av sovjetiska ockupationsmakten genom sammanslagning av Mecklenburg, som innan nazisternas centralisering bestod av Fristaten Mecklenburg-Schwerin och Fristaten Mecklenburg-Strelitz, samt Vorpommern väster om Oder–Neisse-linjen.
1. Wilhelm Höcker (SED) (1946–1951)
2. Kurt Bürger (SED) (20–30 juli 1951)
3. Bernhard Quandt (SED) (1951–1952)

1952 avskaffades Mecklenburg-Vorpommern som administrativ enhet inom Östtyskland och ersattes av tre nybildade distrikt: Bezirk Rostock, Bezirk Schwerin och Bezirk Neubrandenburg. 

## Förbundsrepubliken Tyskland (sedan 1990)
Förbundslandet Mecklenburg-Vorpommern återbildades som förbundsland (delstat) i Förbundsrepubliken vid Tysklands återförening 1990.
1. Alfred Gomolka (CDU) (1990–1992)[1]
2. Berndt Seite (CDU) (1992–1998)[1]
3. Harald Ringstorff (SPD) (1998–2008)[1]
4. Erwin Sellering (SPD) (2008–2017)[1]
5. Manuela Schwesig (SPD) (2017–)